# Serengetilagus praecapensis
Serengetilagus praecapensis – gatunek wymarłego ssaka z rodziny zającowatych zamieszkującego od miocenu do pliocenu północne tereny obecnej Tanzanii. Kopalne ślady występowania gatunku odkryto w Laetoli – stanowisku archeologicznym w północnej Tanzanii. Gatunek charakteryzował się szeregiem specyficznych cech nieznanych u innych zajęczaków.

## Historia odkrycia i badań
W latach 1938–1939 niemiecki paleontolog Ludwig Kohl-Larsen zebrał w Laetoli 76 okazów kości należących do wymarłego ssaka nieznanego gatunku. Na podstawie tych okazów Wilhelm Dietrich opisał gatunek w roku 1941 oraz 1942, lecz nie wskazał holotypu. Nowo odkryty rodzaj ulokował wówczas w podrodzinie Palaeolaginae. Prowadzący późniejsze badania MacInnes opisał 21 okazów zebranych przez brytyjskich paleontologów Louisa i Mary Leakeyów w 1935 roku. W roku 1964 kolejny badacz, Gureev, proponował ulokowanie rodzaju jako plemienia w podrodzinie Leporinae. W 1987 roku C. Davies sugerował istnienie dwóch podgatunków, wprowadzając rozróżnienie gatunków badanych na podstawie znalezisk z Ndolanya Beds i z Laetoli Beds. Osobniki, których kości odnaleziono w Ndolanya Beds miały między innymi grubą pustą w środku kość w tylno-dolnej części czaszki, otaczającą ucho środkowe i ucho wewnętrzne (ang. auditory bulla). Kopalne ślady zającowatych z rodzaju Serengetilagus odnajdywane są w kilku lokalizacjach, między innymi: w formacji Adu-Asa (5,8–5,2 mln) i w Middle Awash (Etiopia). Winkler (2003) opisała żuchwę z wczesnego pliocenu (4,22–42 mln) z Lothagam (Kenia). W 2007 zespół paleontologów (López-Martínez et al.) wskazał na istotne cechy morfologiczne uzębienia, które sugerują bliższe pokrewieństwo opisanego gatunku z królikami niż zającami, i ulokował rodzaj Serengetilagus w podrodzinie Archaeolaginae. Trwają dalsze badania i dyskusje na temat klasyfikacji. 